# Stephen King’s The Night Flier
Stephen King's The Night Flier ist ein US-amerikanischer Horrorfilm aus dem Jahr 1997. Der Film basiert auf der Kurzgeschichte „Der Nachtflieger“ aus Stephen Kings Kurzgeschichtenband Albträume von 1993.

## Handlung
Auf kleinen, abgelegenen Flugplätzen der amerikanischen Provinz werden immer wieder Menschen bestialisch ermordet und völlig ausgesaugt aufgefunden. Offensichtlich steckt dahinter ein wahnsinniger Serienkiller, der sich selbst für einen Vampir hält. Genau der richtige Stoff also für Richard Dees, den abgebrühten Starreporter des Skandalblättchens „Inside View“.
Wie ein Bluthund nimmt er die Spur des Verrückten auf, der sich selbst Dwight Renfield nennt und ausschließlich nachts in einer schwarzen Cessna Skymaster 337 unterwegs ist. Unfreiwillige Unterstützung dabei bekommt Dees von der Anfängerin Katherine Blair, die er jedoch bald abhängt.
Dees geht bei seinen Recherchen gewohnt skrupellos vor und schreckt auch vor Grabschändung nicht zurück, wenn es einem wirkungsvollen Photo dient. Er folgt in seinem eigenen Flugzeug konsequent der Spur aus Tod und Verzweiflung, die der „Night Flier“, wie er ihn inzwischen nennt, hinterlässt und holt ihn dabei wahrhaftig ein.
Auf einem weiteren abgelegenen Flughafen wähnt sich Dees, für den die Jagd inzwischen zur Besessenheit wurde, endlich am Ziel. Als er die Halle betritt, bietet sich ihm ein einziges Blutbad. Die ausgesaugten und teilweise zerfetzten Leichen lassen zum ersten Mal seine Nerven versagen. Er stürmt auf die Toilette, um sich zu übergeben, da bemerkt er, dass jemand das Urinal hinter ihm benutzt, kann ihn im Spiegel jedoch nicht sehen. Das und der blutrote Strahl, der im Abfluss verschwindet, überzeugen ihn, dass Dwight Renfield doch mehr ist als nur ein Serienkiller.
Dieser droht nun ihn umzubringen, sollte er ihm weiter folgen, und verschwindet. Dees will aber, wo er sich seiner Story bereits sicher ist, nicht aufgeben und verlangt Renfields Gesicht zu sehen. Tatsächlich dreht Renfield sich um und offenbart ihm seine dämonische, fledermausartige Fratze. Danach ritzt er sich das Handgelenk auf und zwingt den entsetzten Dees, von seinem Blut zu trinken. Daraufhin versinkt Dees in einem traumartigen Horrortrip. Er sieht die Toten als Vampire auferstehen, die nun auf ihn losgehen. Mit einer Feueraxt setzt er sich zur Wehr und hackt die Kreaturen in Stücke.
Plötzlich stürmen Polizeibeamte zusammen mit Katherine in die Flughafenhalle. In seinem Wahn geht er auf die Polizisten los, die ihn niederschießen. Für diese sieht es nun aus, als ob Dees selbst die ganze Zeit hinter der Mordserie gesteckt hätte. Katherine bestätigt, dass „Inside View“ ihn verdächtigt habe, selbst der geheimnisvolle „Night Flier“ gewesen zu sein, und befolgt damit genau den Vorsatz, der immer Richard Dees Leitmotiv war: „Glaube niemals, was Du veröffentlichst, und veröffentliche niemals, was Du glaubst.“
Als Katherine ans Fenster tritt, sieht sie einen attraktiven Mann mit langem Umhang, der seine schwarze Cessna Skymaster 337 besteigt und in die Nacht davonfliegt.

## Kritiken
„Der Schauermär im „Twilight Zone“-Stil fehlt es an Logik und Biss. Dafür gibt es, sofern nicht rausgeschnitten, blutige Schockelemente im Minutentakt.“

„Ein in schleppendem Tempo entwickelter hausbackener Horrorthriller, der nicht mehr als enttäuschenden Geisterbahn-Grusel zu bieten hat. Auch der Versuch, über Reporter-Ethos, Angstneurosen sowie die Wechselwirkung von Realität und Fantasie zu räsonieren, wirkt ob seiner Aufdringlichkeit eher geschwätzig denn tiefgründig. Einzig erwähnenswert ist die Leistung des Hauptdarstellers.“

## DVD-Veröffentlichung
- Stephen King's The Night Flier / 6. April 2000 / Highlight DVD

## Sonstiges
- Die Szene, in der Katherine auf die Wand mit den von Dees veröffentlichten Coverstories blickt, enthält zahlreiche Anspielungen auf andere Arbeiten von Stephen King. Dees hat demnach Stories über den als „Springhill Jack“ bekannten Mörder geschrieben (Erdbeerfrühling), außerdem über eine enthauptete Frau, die ein gesundes Baby zur Welt gebracht hat (Atemtechnik), über eine Kindersekte, die voodooartige Rituale praktiziert (Kinder des Mais), über einen teuflischen Antiquitätenhändler (In einer kleinen Stadt), sowie über nackte Dämonen, die Gras fressen (Der Rasenmähermann) und über eine ultimative Killer-Diät (Der Fluch).
- Der Charakter Richard Dees ist derselbe Reporter, der in Dead Zone – Das Attentat (1979) versucht, an ein Interview mit der dortigen Hauptfigur Johnny Smith heranzukommen.
- In einem Magazin, das auf Dees Schreibtisch liegt, ist auf dem Cover ein mumifizierter Leichnam in seinem Sarg zu sehen. Es handelt sich hierbei um eine Szene aus dem Film: „Die Gruft in den Sümpfen“ aus dem Jahr 1995.
- Die meisten der Mord-Photos, inklusive desjenigen der schrecklich verstümmelten Prostituierten, in der Redaktion, sind nicht gestellt, sondern stammen aus dem Fotoalbum eines ermordeten Detektivs, der im Los Angeles der 1930er bis 50er Jahre gearbeitet hat. Das Album wurde später unter dem Titel „Death Scenes“ veröffentlicht.
- Ursprünglich war der Schauspieler Aaron Michael Lacey für die Rolle des Night Flier vorgesehen.
- Der Name des vampirischen Cessna-Piloten Dwight Renfield ist ein Anagramm, welches sich zum einen aus dem Namen des Schauspielers Dwight Frye und zum anderen aus dem Namen der Figur Renfield, die dieser im Filmklassiker Dracula (1931) gespielt hat, zusammensetzt.
- Nach einer Neuprüfung im Jahre 2009 erhielt der ehemals ab 18 freigegebene Film eine Freigabe ab 16.